# Norman (fleuve)
Pour les articles homonymes, voir Norman.
Le Norman est un fleuve dans le Queensland, en Australie. 

## Géographie
Il prend sa source dans la chaîne Gregory à 200 km au sud de Croydon et coule sur 420 km vers le nord-ouest pour se jeter dans le golfe de Carpentarie. Il a deux principaux affluents, les Clara et Yappar Rivers. Il traverse Normanton avant d'entrer dans le golfe de Carpentarie au niveau du port de pêche de Karumba.
La crue record du fleuve s'est produite en 1974, avec une pointe à 8,8 mètres à Normanton provoquant l'inondation de la ville.